# Trachelas similis
Trachelas similis là một loài nhện trong họ Trachelidae.
Loài này thuộc chi Trachelas. Trachelas similis được Frederick Octavius Pickard-Cambridge miêu tả năm 1899.